# Henri de Genouillac
Pour les articles homonymes, voir Verdier.
Henri Pierre Louis du Verdier de Genouillac, dit l'abbé Henri de Genouillac, né à Rouen le 15 mars 1881 et mort le 20 novembre 1940 dans son presbytère de Villennes-sur-Seine, est un prêtre catholique, épigraphiste et archéologue français, spécialiste en assyriologie.

## Biographie

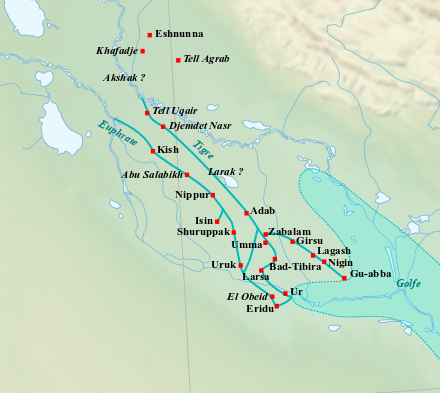
Les sites archéologiques en Mésopotamie

Henri de Genouillac est le fils de Casimir Charles Victor du Verdier, vicomte de Genouillac, inspecteur général des mines, chevalier de la Légion d'honneur, et de Léontine Marc (fille d'Amédée Marc).
D'une famille catholique et nombreuse de onze enfants, il choisit la vie religieuse comme plusieurs de ses frères et sœurs et est ordonné prêtre.
C'est en 1909 qu'il se fait remarquer du milieu des assyriologues quand il publie Tablettes sumériennes archaïques. Gaston Maspero en a fait une longue recension dans le Journal des débats du 30 mars 1909. En 1911, il publie La Trouvaille de Dréhem. Il est envoyé à Constantinople d'où il rapporte les volumes de l'Inventaire des tablettes de Tello (1912-1921). Il publie en 1922 les Textes économiques d'Oumma, puis en 1930, les Textes religieux sumériens du Louvre.
Attaché de recherche au département des Antiquités Orientales du Louvre, on lui confie la direction des fouilles de Kish, entre janvier et avril 1912, ce qui lui permet de rédiger les deux volumes des Fouilles françaises d'El-'Akhymer (1924-1925).
Il publie en 1926 Céramique cappadocienne.
On lui confie la reprise des fouilles du site de Tello en 1929. Les objets sortis des fouilles clandestines avaient montré que tout n'avait pas encore été découvert. Il y a dirigé trois campagnes de fouilles, jusqu'en 1931. Après cette date, il juge que sa santé ne lui permet plus de continuer et passe la direction des fouilles à André Parrot. Rentré en France, il rédige Fouilles de Telloh (1934-1936).
Il a légué au musée départemental des antiquités de Seine-Maritime à Rouen sa collection de 620 objets qui est entrée au musée le 17 mai 1941.

## Publications
- Premières recherches à Kish (1911-1912)
- Fouilles de Telloh. Mission archéologique du Musée du Louvre et du Ministère de l'Instruction Publique. Tome II : Époques d'Ur, IIIe dynastie et de Larsa
- L'Église chrétienne au temps de saint Ignace d'Antioche, G. Beauchesne, 1907 ; p. 268
- Tablettes sumériennes archaïques: matériaux pour servir à l'histoire de la société sumérienne, P. Geuthner, 1909 ; p. 122
- Textes de l'époque d'Agadé et de l'époque d'Ur: fouilles d'Ernest de Sarzec en 1894, E. Leroux, 1910 ; p. 66
- La Trouvaille de Dréhem: étude avec un choix de textes de Constantinople et Bruxelles, P. Geuthner, 1911 ; [p. 20
- Textes cunéiformes. Textes économiques d'oumma de l'époque d'Our, 1921
- Fouilles françaises d'El-'Akhymer : premières recherches archéologiques à Kich (1911-1912), Volumes 1 et 2, É. Champion, 1924
- (en collab. avec André Parrot, Roman Ghirshman, H. Walbert, M. Gardinier, P. Pruvost, J. Lacam), Fouilles de Telloh, P. Geuthner, 1934